# Ховрины
Хо́врины — российский боярский род. Род внесён в Бархатную книгу.

## Происхождение и история рода
Род предположительно происходит от правящего дома княжества Феодоро, именовавших себя αὐθέντης πόλεως Θεοδωροῦς καὶ παραθαλασσίας (владетели (ауфент) города Феодоро и Поморья). Происхождение князей Феодоро до сих пор не выяснено и оспаривается: они были или боковой ветвью Комнинов и Палеологов, или происходили от греческого рода Гаврасов, который нигде не упоминается в официальных источниках.
В «Российской родословной книге», опубликованной князем П. Долгоруким, упоминается «князь Готии» Степан (Стефан) Васильевич Ховра, который с сыном Григорием выехал из своих владений в Москву в конце XIV века. В Москве он был принят с честью князем Дмитрием Донским или его сыном князем Василием, получил подворье в Кремле, отмеченное на старинных картах города. В 1450 году по свидетельству Ермолинской летописи «Владимир Григорьевич Ховрин, гость да и болярин великого князя, поставил пред своим двором церковь кирпичну Воздвижение честного креста». В 1485 году «Дмитрий Володимиров сын Ховрин полату кирпичну и ворота заложил и соверши», а на следующий год по сообщению Львовской летописи «Василей Образец и Голова Володимеров сын заложище полаты кирпична». В духовной грамоте Ивана III упоминается «двор в городе за Головиною палатаю». В 1491 году по купчей Дмитрий Владимирович Ховрин приобрёл у гостя-сурожанина Ф. Д. Саларева деревню Красулинская в Подмосковье. В 1494 году в Вологодско-Пермской летописи есть упоминание под 7002 г., что в октябре, направляясь в Новгород, великий князь сделал первую остановку «и ел хлеба у князя у Ивана у Юрьевича на Лихоборине». В то время село принадлежало сыну Владимира Григорьевича — Ховрину Ивану Третьяку. Позднее Стефан принял монашество под именем Симон, а сын его Григорий Ховра играл важную роль в основании в окрестностях Москвы Симонова монастыря.
Одна из представительниц рода Ховриных — Дарья (Варвара) Ивановна, правнучка Владимира Григорьевича, вышла замуж за боярина Никиту Юрьевича (Романова) и приходилась бабушкой Михаилу Фёдоровичу — первому царю из династии Романовых. Ранее это родство оспаривалось, но в результате уточнения года её смерти на надгробной плите, открытой в Новоспасском монастыре, окончательно установлено. Имя Варвара стоит третьим от конца месте в поминальной записи рода Никиты Романовича Юрьева-Захарьина в синодике Валаамского монастыря XVI века. Скончалась она в 1554 году, вскоре после рождения первенца — сына Фёдора, ставшего позднее под именем Филарет патриархом московским и всея Руси. Сыну же его и внуку Дарьи (Варвары) Ховриной суждено занять царский престол. В 1564 году бежавший в Литву князь А. Курбский писал, что в начале опричнины по указанию Ивана Грозного был казнён Пётр Ховрин (П. П. Головин) — «муж гретцкого роду, зело благородного и богатого, сын подскарбия земского». Очевидно, Курбский точно знал о греческом происхождении рода Ховриных-Головиных.
При этом единственный выходец из Судака, упоминаемый в русских летописях и имеющий созвучную фамилию и место происхождения — это купец Кузьма Коверя, бывший в числе гостей-сурожан у Великого князя Дмитрия Донского. Он считается вероятным родоначальником Ховриных. Их родословие со ссылкой на некоего князя Стефана, который пришел к Дмитрию Донскому, было составлено одним из Ховриных только спустя более полутора столетий после выхода на Русь и внесено в «Государев Родословец», причём, кроме как в Родословце, князь Стефан более нигде не упоминается.
Ховрины, эмигрировавшие в Россию в конце XIV века, стали русским боярским родом и наследственными казначеями Московского княжества, ими был основан Симонов монастырь, а в XVI веке они разделились на боярские роды Головиных и Третьяковых.

## Представители рода
- Степан Васильевич Ховра — легендарное лицо, он по родовому сказанию считается греком, приехавшим на Русь, и от него пошёл род Ховрины.
- Григорий Степанович Ховрин
- Владимир Григорьевич Ховрин — казначей
- Иван Голова Владимирович Ховрин — казначей, родоначальник Головиных
- Иван Третьяк Владимирович Ховрин — родоначальник Третьяковых
- Дмитрий Владимирович Ховрин — казначей великих князей московских Ивана III и Василия III